# Anello ferroviario di Palermo
L'anello ferroviario di Palermo è una linea ferroviaria in costruzione sulla direttrice ferrovia Palermo Notarbartolo-Palermo Marittima. Il percorso previsto è circolare, a binario unico, con 8 fermate, per una lunghezza totale di circa 7 km.

## Il progetto
Fin dalla trasformazione di questa tratta urbana da servizio merci a passeggeri, avvenuta il 26 maggio 1990, l'intenzione dichiarata fu quella di completare la linea di raccordo per il porto, arrivando così alla chiusura dell'anello ferroviario.
Lo scopo era quello di costruire un'infrastruttura integrata con il passante ferroviario e con la rete tranviaria di Palermo, nonché eventualmente con l'ipotizzata metropolitana leggera cittadina.
Il dibattito politico si concretizzò nel maggio del 2006, con il bando di gara emanato da Italferr per la realizzazione del primo lotto funzionale. Il 22 giugno 2007 la Tecnis di Catania si aggiudicò l'appalto per un importo di 97,5 milioni di euro; vicende giudiziarie e contenziosi hanno tuttavia impedito l'apertura dei cantieri, per cui sei anni dopo, nel 2013, i lavori non risultavano ancora avviati.
Nel frattempo, il 13 settembre 2012, la giunta regionale siciliana autorizzò il finanziamento di 27,991 milioni di euro, dovuto ad alcune varianti proposte da RFI (quale soggetto attuatore dell'intervento), con l'aumento dell'aliquota IVA. Il progetto originario era già stato finanziato con il precedente Programma operativo di Agenda 2000, per un importo di 124 milioni di euro.
L'aggiunta di altri 3 km di binari ai 4 già esistenti prevede la realizzazione delle ulteriori fermate di Porto, in progetto nel primo stralcio e in sostituzione (in galleria) della soppressa ad uso ferroviario stazione di Palermo Marittima, Politeama, anch'essa prevista in primo stralcio e Turrisi Colonna, da programmare invece nel secondo stralcio. Verrà inoltre attivata la fermata Libertà nella galleria Ranchibile, tra le stazioni di Notarbartolo e Imperatore Federico.
A cantieri definitivamente terminati in tutte le zone interessate, l'anello ferroviario, a binario semplice e con doppio binario in corrispondenza di Notarbartolo e Fiera, risulterà composto da otto fermate complessive.
I lavori per il prolungamento del tracciato da Giachery a Politeama sono iniziati ufficialmente nel settembre del 2014.

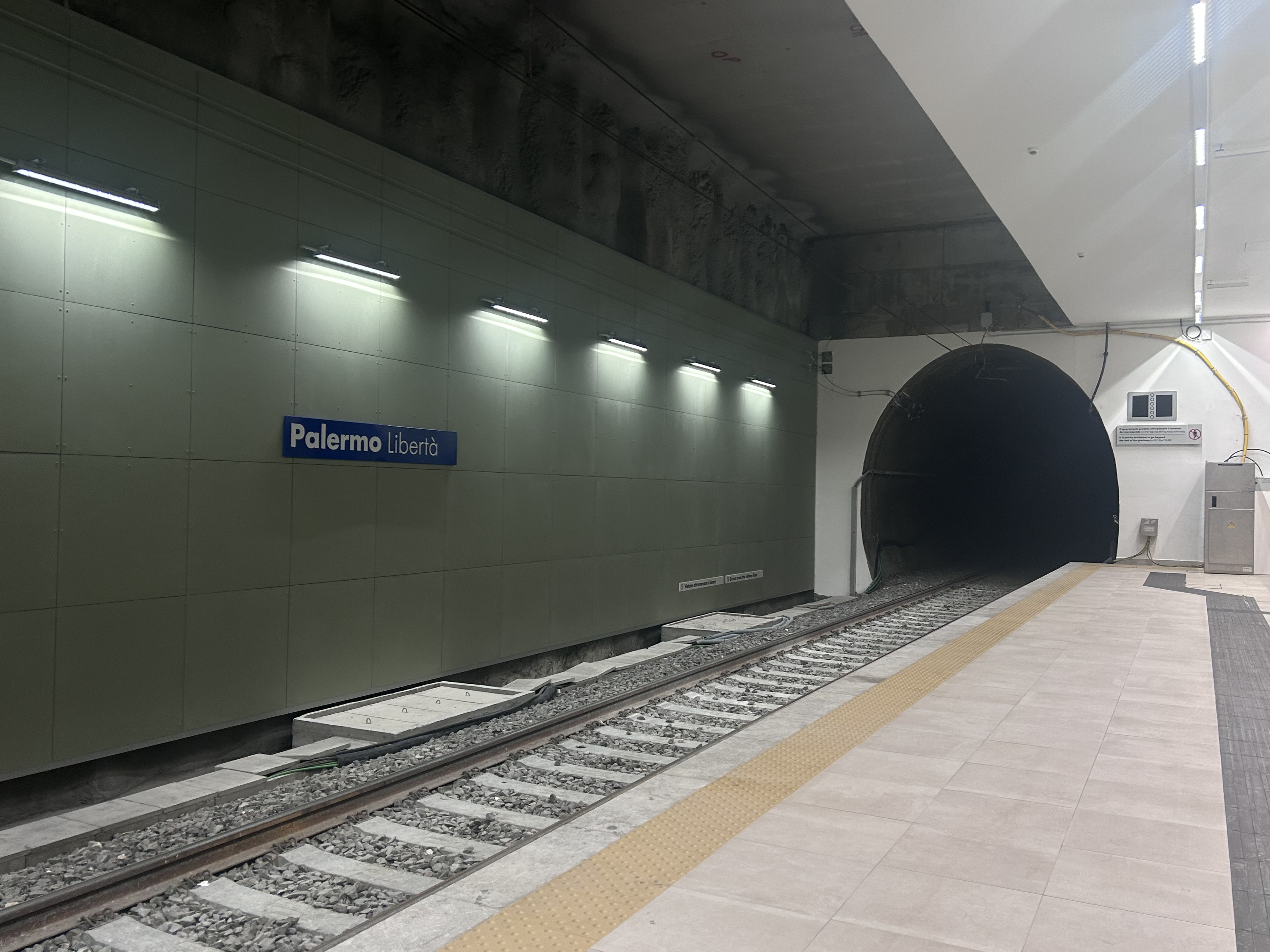
La stazione di Palermo Libertà, la prima delle nuove stazioni realizzate.

Il 28 ottobre 2024, dopo dieci anni di lavori, alla presenza del sindaco di Palermo Roberto Lagalla e del presidente della Regione Siciliana Renato Schifani, viene inaugurata la prima delle quattro stazioni previste dai lavori, la stazione di Palermo Libertà.

## Percorso
|  | Continuation backward |

| Unknown route-map component "exSTR+l" | Unknown route-map component "eABZg+r" |

| Unknown route-map component "exLSTR" | Station on track |

|  | Unknown route-map component "exLSTR" | Unknown route-map component "ABZgl" | Unknown route-map component "CONTfq" |

| Unknown route-map component "exLSTR" | Unknown route-map component "tSTRa" |

| Unknown route-map component "exLSTR" | Unknown route-map component "tHST" |

| Unknown route-map component "exLSTR" | Unknown route-map component "tSTRe" |

| Unknown route-map component "exLSTR" | Stop on track |

| Unknown route-map component "exLSTR" | Stop on track |

| Unknown route-map component "exLSTR" | Unknown route-map component "KHSTxe" |

| Unknown route-map component "exLSTR" | Unknown route-map component "extSTRa" |

| Unknown route-map component "exLSTR" | Unknown route-map component "extHST" |

| Unknown route-map component "exLSTR" | Unknown route-map component "extBHF" |

| Unknown route-map component "exLSTR" | Unknown route-map component "extHST" |

| Unknown route-map component "exLSTR" | Unknown route-map component "extSTRe" |

| Unknown route-map component "exSTRl" | Unknown route-map component "exSTRr" |